# 5638 Deikoon
5638 Deikoon eller 1988 TA3 är en trojansk asteroid i Jupiters lagrangepunkt L5. Den upptäcktes 10 oktober 1988 av det amerikanska astronom paret Eugene M. och Carolyn S. Shoemaker vid Palomar-observatoriet. Den är uppkallad efter Deikoon, i den grekiska mytologin.
Asteroiden har en diameter på ungefär 41 kilometer.